# Delta et plaine du Gange
Localisation
Les delta et plaine du Gange forment une écorégion d'eau douce définie par le Fonds mondial pour la nature (WWF) et The Nature Conservancy (TNC). Elle comprend le bassin versant du Gange jusqu'à son embouchure et couvre une partie du Népal, du Bangladesh et du Nord de l'Inde.